# Hjulsta
Hjulsta is een station van de Stockholmse metro gelegen in het stadsdeel Spånga-Tensta van de gemeente Stockholm dat werd geopend  op 31 augustus 1975. 

## Geschiedenis
In 1965 werd een uitbreidingsplan voor de metro gepresenteerd waarin de bestaande groene en rode route zouden worden verlengd en een nieuwe route, de blauwe, werd voorgesteld om het noordwesten en zuidoosten ook op de metro aan te sluiten. Net als de andere twee routes kreeg ook de blauwe route vertakkingen buiten het centrum. De westtak van de Nordvästrabanan zou vanaf Västra Skogen naar Hjulsta lopen en daarmee de wijken Tensta en Hjulsta van het miljoenenprogramma aansluiting op de metro bieden.

## Aanleg
De bouw van het westelijke deel van de lijn ging gelijk op met de bouw van de wijk, tussen Rinkeby en Västra skogen werd de metrotunnel echter pas na 1975 gerealiseerd. Om de nieuwe wijken in het westen toch een aansluiting op de metro te bieden werden de metro's via het depot van Rissne naar de andere tak geleid zodat Hjulsta tegelijk met het eerste deel van de blauwe route geopend kon worden.    

## Ligging en inrichting
Het station is het westelijke eindpunt de lijn T10 op 14,3 kilometer van het oostelijke eindpunt Kungsträdgården. Op een gemiddelde werkdag verwerkt het station 2600 reizigers. De ingang ligt aan Hjulstatorget met een stationshal met kaartverkoop. Achter de OV-poortjes liggen drie roltrappen en een lift vrijwel haaks op de sporen die de stationshal met een tussenverdieping verbinden. Deze ligt boven het kruiswissel die het mogelijk maakt dat metrostellen vanaf beide sporen kunnen binnenrijden en vertrekken. Het eilandperron in een kunstmatige grot is met een vaste trap en een lift verbonden met de tussenverdieping. Ten westen van het perron liggen drie kopsporen waar metrostellen opgesteld kunnen worden. Het gewelf is grijs gehouden maar op de wanden aan de buitenkant van de sporen zijn kunstwerken van verschillende kunstenaars aangebracht. Van oost naar west hangen op de zuidwand de watervogels van C. Rundqvist en het stadsgezicht met straten in Stockholm rond 1890 van Ruth Rydfeldt, op de noordwand hangt een protestmars van Eva Nyberg, een impressie van de woningbouw in het landschap, de laatste oogst in Botkyrka, van Olle Magnusson en helemaal in het noordwesten een drieluik van Magnus Rimling met een potloodtekening van de Zweedse familie.  

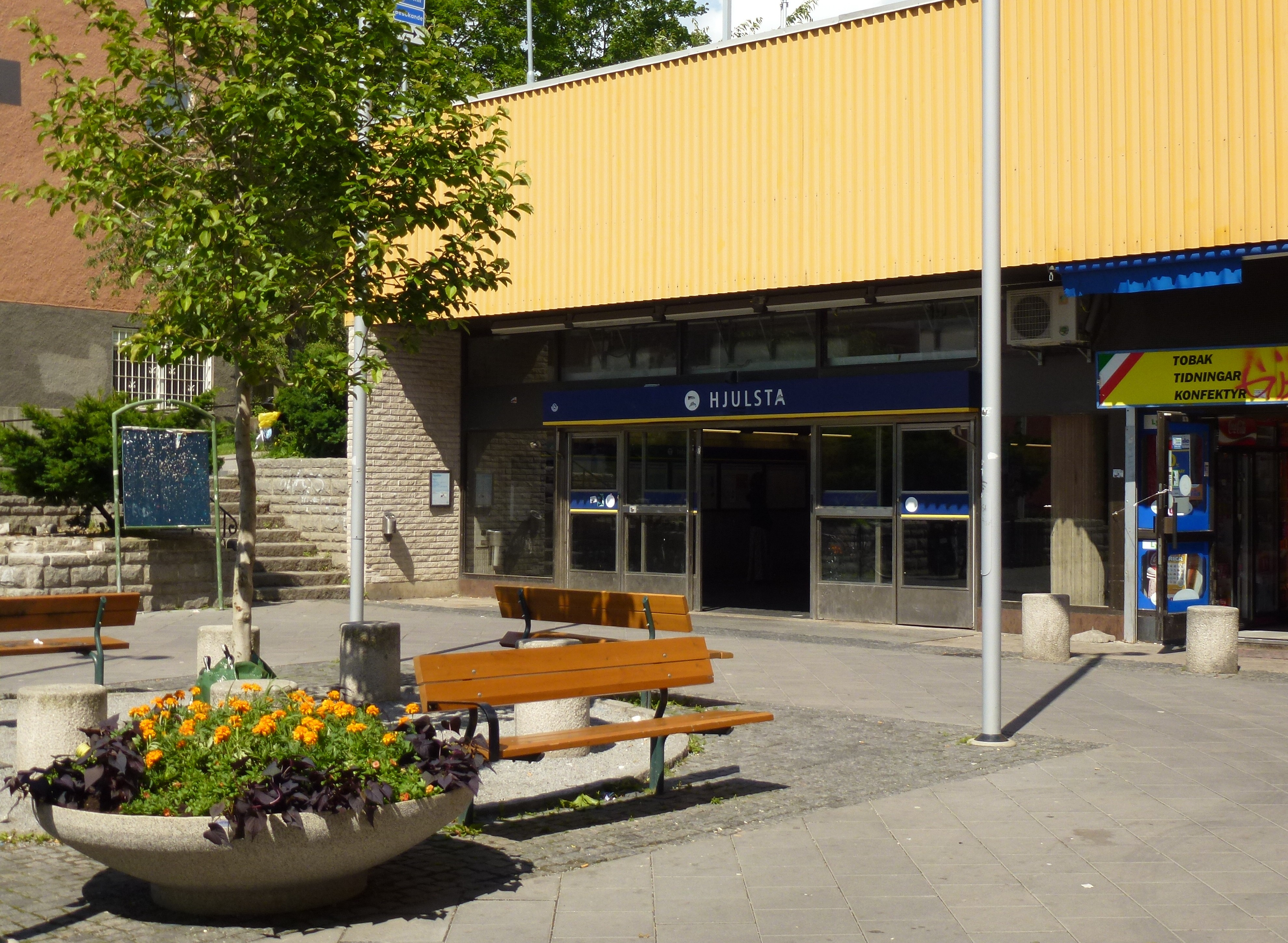
ingang
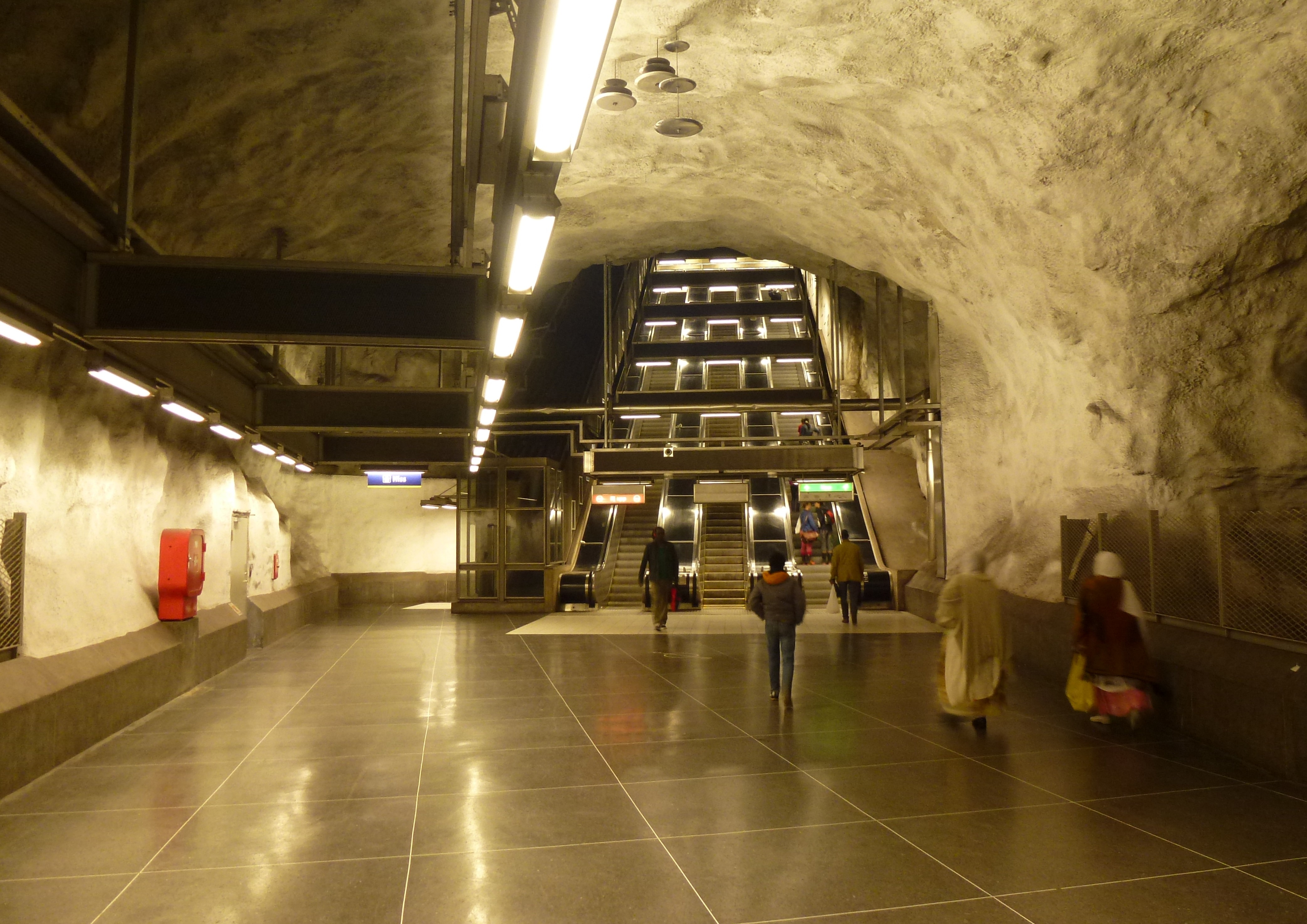
tussenruimte met roltrappen
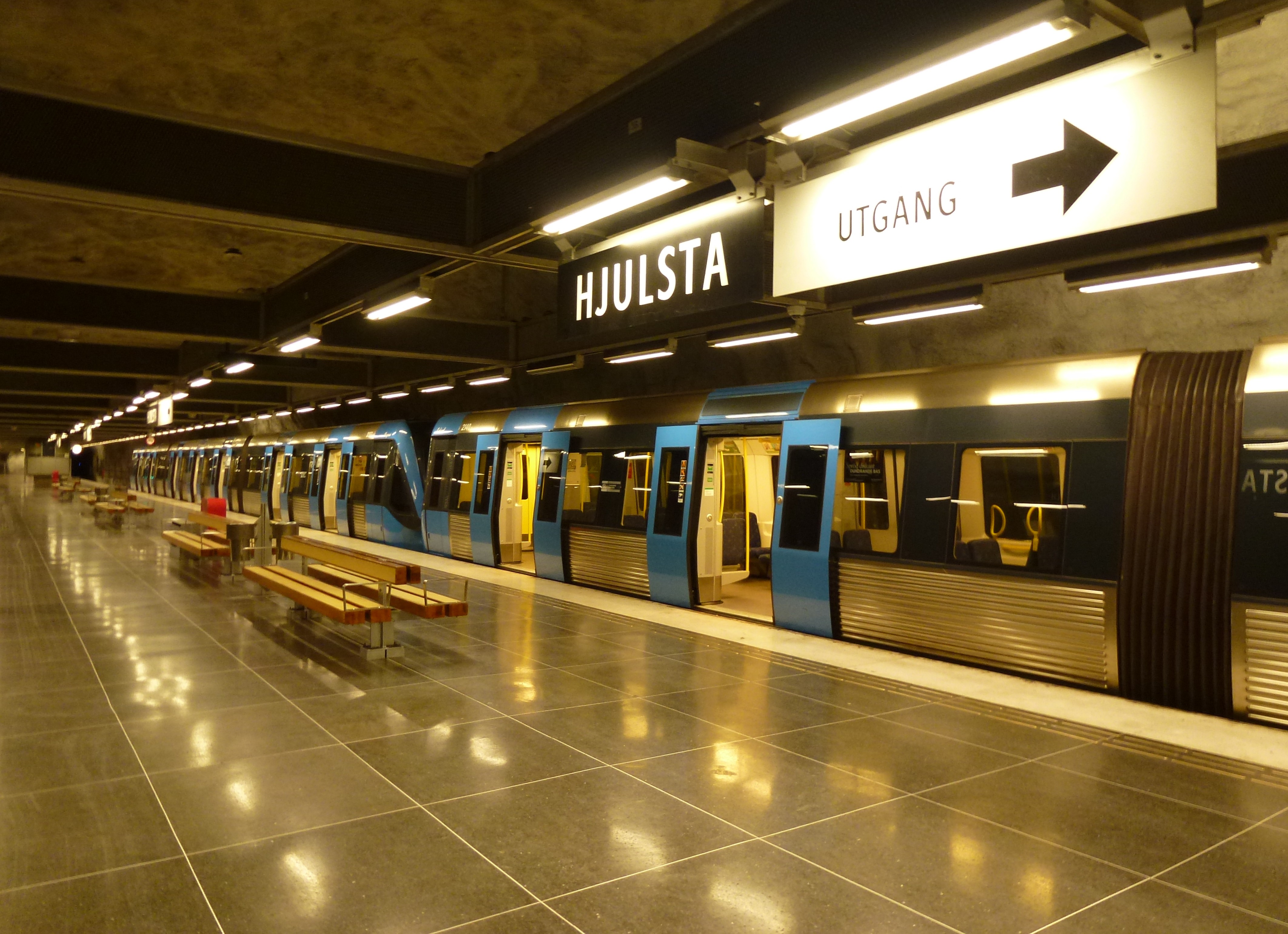
perron

## Kunstwerken
De artistieke inrichting is gemaakt door verschillende kunstenaars, zoals:
- Eva Nyberg : een protestmars van zwart geklede mensen en spandoeken door een landschap.
- Christina Rundqvist Andersson : "watervogels"
- Olle Magnusson : "De laatste oogst in Noord Botkyrkavägen"
- Ruth Rydfeldt : "Landbyska verken vid Engelbrektsplan"
- Magnus Rimling : expressieve foto-realistische potloodtekening

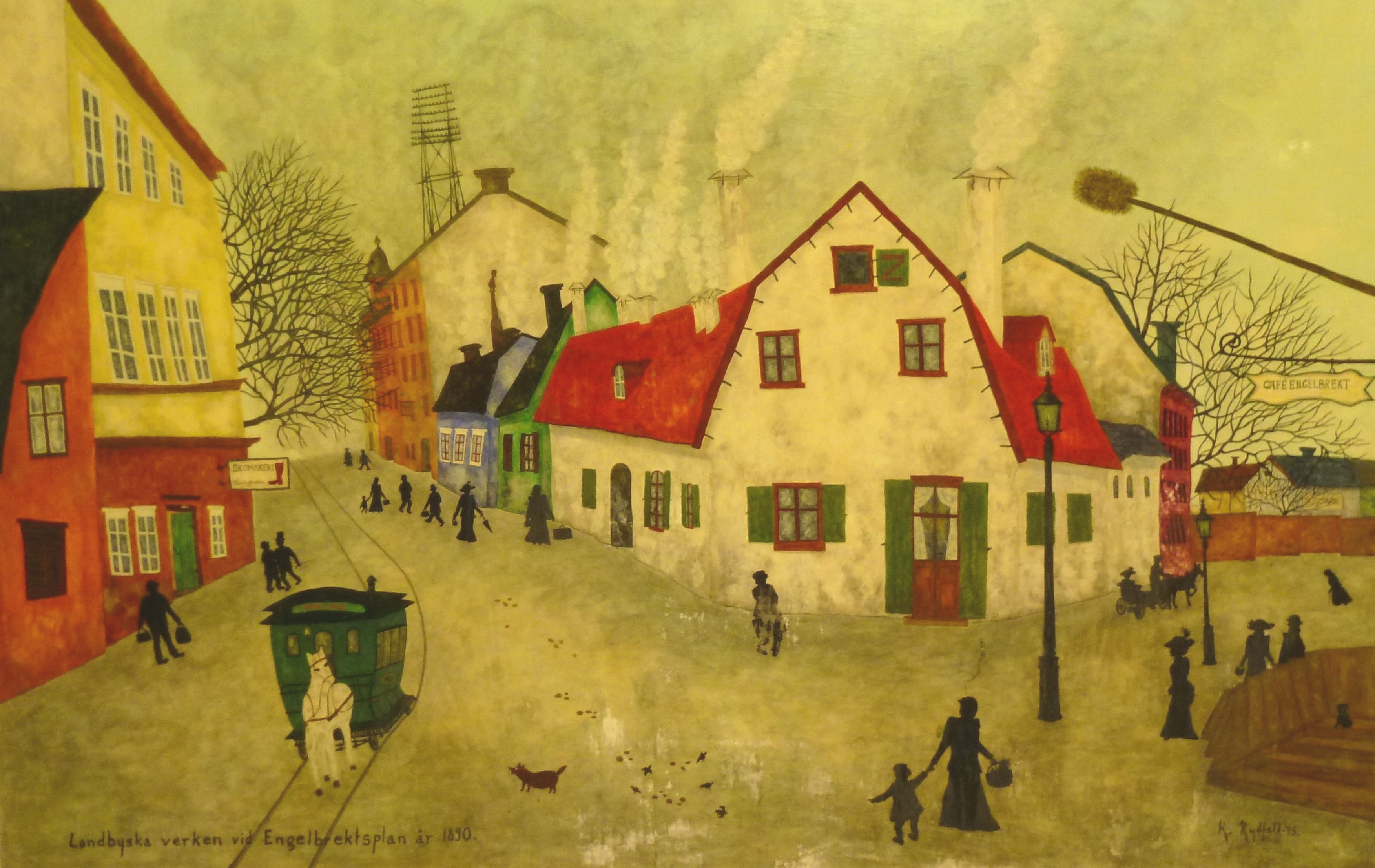
Werk van Olle Magnusson
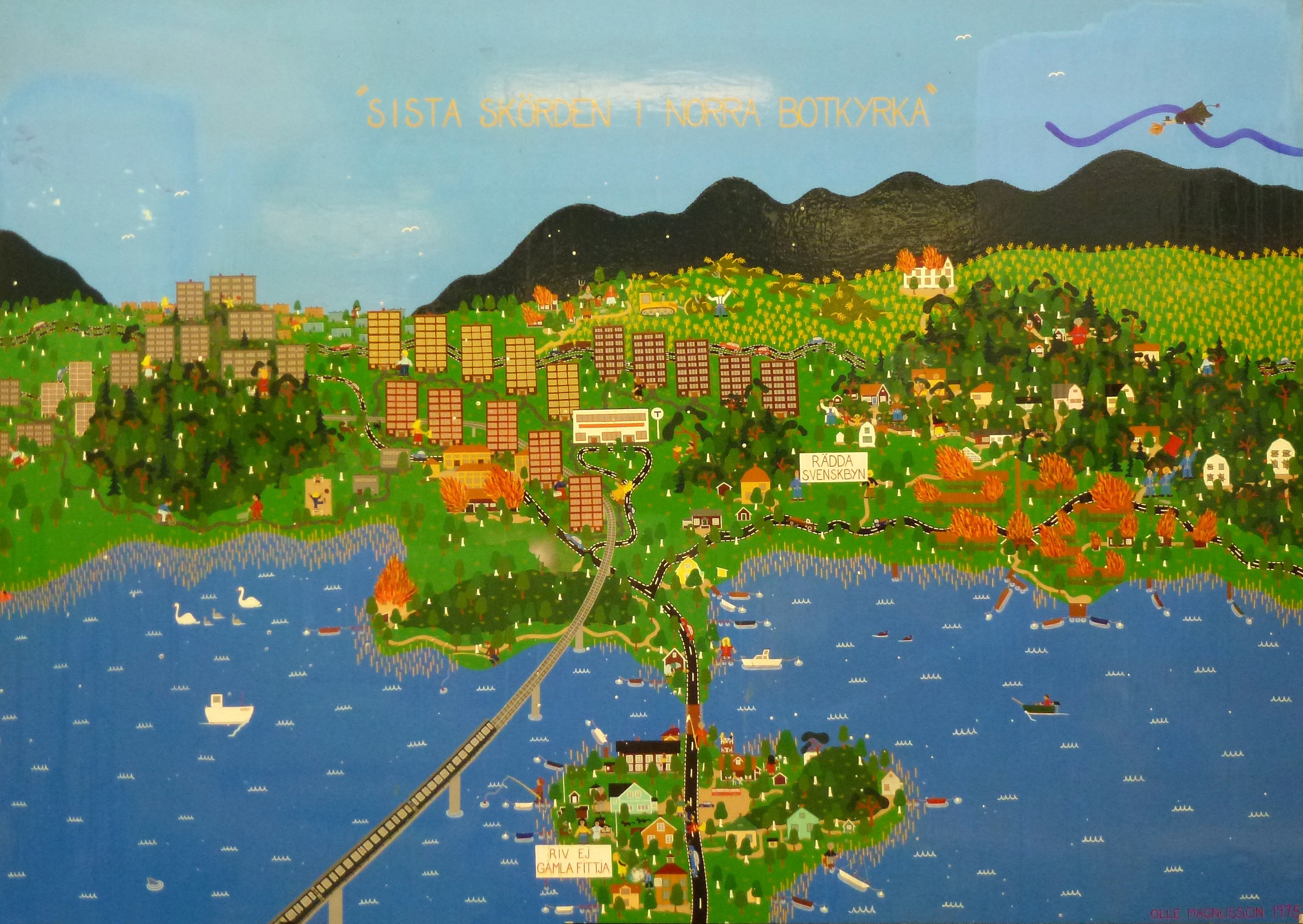
Werk van Ruth Rydfeldt
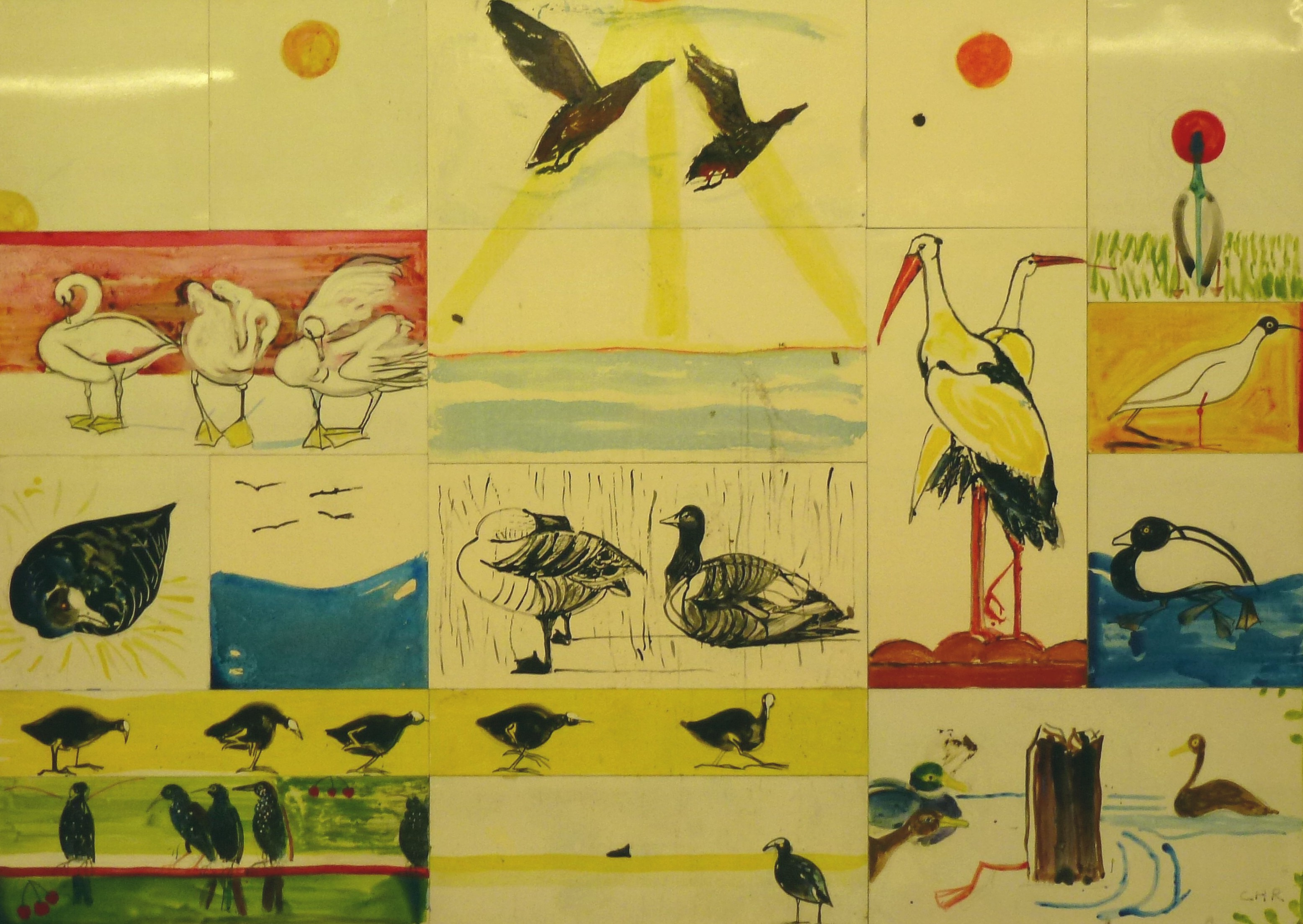
Werk van Christina Rundqvist Andersson

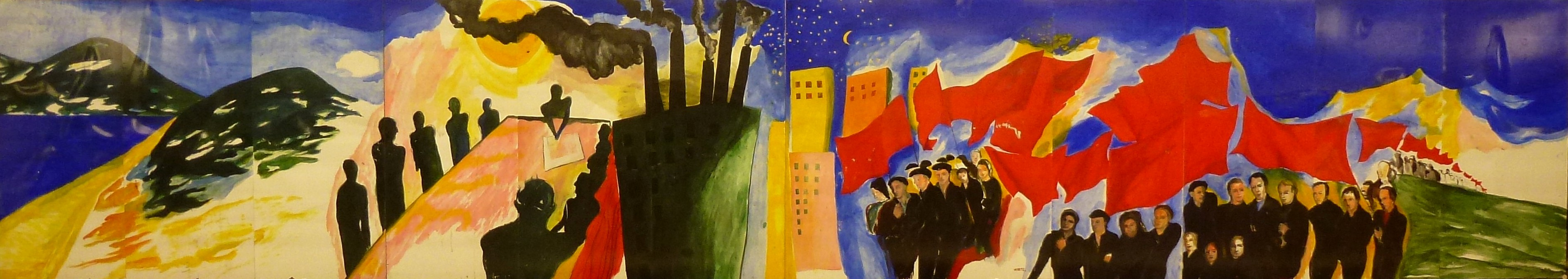
Werk van Eva Nyberg

Hjulsta ·
Tensta ·
Rinkeby · 
Rissne · 
Duvbo ·
Sundbybergs centrum · 
Solna strand · 
Huvudsta · 
Västra skogen ·
Stadshagen ·
Fridhemsplan ·
Rådhuset ·  
T-Centralen ·
Kungsträdgården · 
(Sofia) ·
(Hammarby kanal) ·  
(Sickla) ·
(Järla) ·
(Nacka centrum)